# Lamont (Kalifornija)
Lamont je naseljeno područje za statističke svrhe u američkoj saveznoj državi Kalifornija. Prema popisu stanovništva iz 2010. u njemu je živjelo 15.120 stanovnika.